# The Johnny Leyton Touch
The Johnny Leyton Touch ist ein britischer Kurz- und Musikfilm in Schwarz-Weiß von 1961, der als Werbung für den Musiker John Leyton gedacht war.

## Inhalt
Johhny Leyton und Ian Gregory  betreten den großen Aufnahmeraum eines Musikstudios (Pinewood Studios, Iver Heath, South Bucks, Buckinghamshire), wo gerade eine Big Band ein Musikstück spielt. Es handelt sich um das Charles Blackwell Orchestra, welche durch die neue Hausband von Joe Meek verstärkt wurden, die danach als The Tornados bekannt wurden. Sie spielen eine aufgepeppte Instrumentalversion  von Taboo der kubanischen Musikerin Margarita Lecuona.
Nachdem die Musiker und Dirigent (Charles Blackwell) das Stück beendet haben, ist Johnny Leyton dran und singt sein Stück Wild Wind (Geoffrey Goddard). Danach darf dann Ian Gregory sein Can't you hear the broken heart (Robert Duke) vortragen und zum Schluss singt Leyton das Stück Son. This is she (Geoffrey Goddard).
Der Film endet offen, da Leyton, nochmal den letzten Song anstimmt.

## Hintergründe
- Wild Wind war 1961 als Single erschienen.
- Son. This is she, erschien 1962 als Single, nachdem der Film produziert worden war.
- Can't you hear the broken heart wurde ebenfalls von John Leyton gesungen.
- Robert Duke ist ein Pseudonym von Robert George „Joe“ Meek als Songwriter.
- Geoff(rey) Goddard (* 19. November 1937, † 15. Mai 2000), der Musiker arbeitete in den frühen 1960er Jahren für Joe Meek und schrieb auch Songs für Heinz Burt, Mike Berry, Gerry Temple, The Tornados, Kenny Hollywood, The Outlaws, Freddie Starr, Screaming Lord Sutch, The Ramblers.[1] Sein Song Johnny Remember Me für Leyton hatte 1961 die Nummer-1 in den britischen Charts belegt.[2]